# Haltérophilie aux Jeux olympiques d'été de 2020 - Moins de 67 kg hommes
Navigation
Rio 2016 Paris 2024
L'épreuve des moins de 67 kg hommes  en haltérophilie des Jeux olympiques d'été de 2020 a eu lieu le 25 juillet 2021 au Tokyo International Forum.

## Records
Avant cette compétition, les records dans cette discipline étaient :
| Record du monde  | Arraché     | Huang Minhao (CHN) | 155 kg | Tokyo, Japon       | 6 juillet 2019    |
| Record du monde  | Épaulé-jeté | Pak Jong-ju (PRK)  | 188 kg | Pattaya, Thaïlande | 20 septembre 2019 |
| Record du monde  | Total       | Pak Jong-ju (CHN)  | 339 kg | Ningbo, Chine      | 21 avril 2019     |
| Record olympique | Arraché     | Norme olympique    | 151 kg | –                  | 1er novembre 2018 |
| Record olympique | Épaulé-jeté | Norme olympique    | 181 kg | –                  | 1er novembre 2018 |
| Record olympique | Total       | Norme olympique    | 328 kg | –                  | 1er novembre 2018 |

Les records suivants ont été établis pendant la compétition :
| Épaulé-jeté | 187 kg | Chen Lijun | OR |
| Total       | 332 kg | Chen Lijun | OR |

## Programme
L'épreuve des moins de 67 kg se déroule sur une journée selon le programme suivant :
Tous les horaires correspondent à l'UTC+9
| Date                     | Horaire | Manche   |
| ------------------------ | ------- | -------- |
| Dimanche 25 juillet 2021 | 11 h 50 | Groupe B |
| Dimanche 25 juillet 2021 | 19 h 50 | Groupe A |

## Médaillés
| Or         | Argent               | Bronze      |
| Chen Lijun | Luis Javier Mosquera | Mirko Zanni |

## Résultats
Chen Lijun remporte l'épreuve.
| Rang | Athlète                      | Nation       | Groupe | Poids | Arraché (kg) | Arraché (kg) | Arraché (kg) | Arraché (kg) | Épaulé-jeté (kg) | Épaulé-jeté (kg) | Épaulé-jeté (kg) | Épaulé-jeté (kg) | Total  |
| Rang | Athlète                      | Nation       | Groupe | Poids | 1            | 2            | 3            | Résultat     | 1                | 2                | 3                | Résultat         | Total  |
| ---- | ---------------------------- | ------------ | ------ | ----- | ------------ | ------------ | ------------ | ------------ | ---------------- | ---------------- | ---------------- | ---------------- | ------ |
| 1    | Chen Lijun                   | Chine        | A      | 66.85 | 145          | 150          | 151          | 145          | 175              | 187              | —                | 187 OR           | 332 OR |
| 2    | Luis Javier Mosquera         | Colombie     | A      | 66.85 | 148          | 151          | 151          | 151          | 175              | 180              | 180              | 180              | 331    |
| 3    | Mirko Zanni                  | Italie       | A      | 66.95 | 145          | 150          | 150          | 145          | 172              | 177              | 177              | 177              | 322    |
| 4    | Han Myeong-mok               | Corée du Sud | A      | 66.90 | 142          | 147          | 149          | 147          | 167              | 174              | 174              | 174              | 321    |
| 5    | Talha Talib                  | Pakistan     | A      | 66.95 | 144          | 147          | 150          | 150          | 166              | 166              | 170              | 170              | 320    |
| 6    | Adkhamjon Ergashev           | Ouzbékistan  | A      | 67.00 | 139          | 139          | 144          | 139          | 173              | 184              | 184              | 173              | 312    |
| 7    | Mitsunori Konnai             | Japon        | A      | 66.95 | 135          | 135          | 135          | 135          | 165              | 172              | 178              | 172              | 307    |
| 8    | Goga Chkheidze               | Géorgie      | B      | 66.95 | 133          | 133          | 138          | 133          | 164              | 169              | 173              | 169              | 302    |
| 9    | Deni                         | Indonésie    | A      | 66.75 | 135          | 135          | 140          | 135          | 166              | 171              | 171              | 166              | 301    |
| 10   | Jonathan Muñoz               | Mexique      | B      | 66.85 | 135          | 139          | 139          | 135          | 163              | 163              | 170              | 163              | 298    |
| 11   | Tojonirina Andriantsitohaina | Madagascar   | B      | 66.00 | 130          | 130          | 138          | 130          | 155              | 165              | 165              | 155              | 285    |
| 12   | Ruben Katoatau               | Kiribati     | B      | 67.00 | 105          | 110          | 110          | 105          | 132              | 140              | 145              | 140              | 245    |
| —    | Muhammed Furkan Özbek        | Turquie      | A      | 66.70 | 142          | 145          | 145          | 142          | 173              | 173              | 173              | —                | —      |
| —    | Bernardin Matam              | France       | A      | 66.95 | 132          | 135          | 138          | 135          | 171              | 171              | 172              | —                | —      |